# Departamento Mayor Luis Jorge Fontana
Das Departamento Mayor Luis Jorge Fontana liegt im Süden der Provinz Chaco im Nordwesten Argentiniens und ist eine von 25 Verwaltungseinheiten der Provinz.
Es grenzt im Norden an die Departamentos Chacabuco und O’Higgins, im Osten an die Departamentos San Lorenzo und Tapenagá, im Süden an die Provinz Santa Fe und im Westen an die Departamentos Fray Justo Santa María de Oro und Dos de Abril.
Die Hauptstadt des Departamento Mayor Luis Jorge Fontana ist Villa Ángela. Sie liegt 182 Kilometer von der Provinzhauptstadt Resistencia entfernt.

## Bevölkerung
Nach Schätzungen des INDEC stieg die Einwohnerzahl des Departamento von 53.550 Einwohnern (2001) auf 56.865 Einwohner im Jahre 2005.

## Städte und Gemeinden
Das Departamento Mayor Luis Jorge Fontana ist in folgende Gemeinden aufgeteilt:
- Coronel Du Graty
- Enrique Urién
- Villa Ángela

Koordinaten: 27° 36′ S, 60° 42′ W